# Craugastor anciano
Craugastor anciano es una especie de anuros en la familia Craugastoridae.

## Distribución geográfica y hábitat
Es endémica de Honduras.

## Estado de conservación
Se declaró extinta desde 2019, ya que no han vuelto a encontrar especies en la naturaleza.